# 강신우
강신우(한국 한자: 姜信寓, 1959년 3월 18일 ~ )는 대한민국의 축구 해설가다.

## 학력
서울체육고등학교와 서울대학교 체육학과를 거쳐 고려대학교 교육대학원과 연세대학교 교육대학원에서 체육학을 전공했다. 신문선, 이용수와 같은 고등학교를 나왔으며, 특히 이용수와는 서울대학교 동문이다.

## 축구인의 길
초등학교 5학년 때 누나의 권유로 처음 축구를 시작하게 되었다. 그리고 시험을 쳐서 체육 중, 고등학교를 들어가게 되면서 서울대학교 체육학과(78학번)에 진학하였다. 대학교 2학년 일 때 국가대표 2진으로 지내다가 1진으로 선발되었는데 서울대 출신으로는 최초의 축구 선수이다. 선수 생활은 공격수로 시작하였으며
1983년 대우 로얄즈에서 프로 경력을 시작하여 1987년 럭키금성 황소에서 국내 선수 경력을 마감하고 일본 마쓰다 자동차 축구단 (현 산프레체 히로시마)에 입단하여 일본으로 진출하였다. 1989년 12월, 은퇴 직전에는 수비수로 뛰었다. 일본에서 축구를 접하고 네덜란드 코치를 만나면서 이론적인 공부에 정진한다. 그렇게 선수 생활을 마감하고 본격적으로 축구 지도자의 길을 걷게 된다. 이화여자대학교 축구팀의 감독을 시작으로 여자 대표팀 코치도 맡았고, 인천대학교 축구팀 감독도 맡았다. 인천대에서는 대학 축구 역사상 최소 실점 우승을 하였는데 단 한골만 주고 결승까지 갔던 경기를 이끌어 냈다. 그리고 SBS 축구 해설위원을 31살 최연소 나이에 진행하게 되었다. 15년간 SBS에 머무르다 2006년 10월부터 MBC ESPN 축구 해설위원으로 발탁되어 활동했다. 또 대한축구협회의 기술위원으로는 8년을 지냈고, 어린이 축구 발전을 위하여 영어로 된 책을 발간했을 뿐만 아니라 축구 교실을 3개 운영하면서 축구 선수 육성 발전에 힘을 싣고 있다. 또한 현재 서울대학교의 명예 감독으로 있으면서 선수들을 육성하고 있다.

## 사업가의 길
사업가로도 알려져 있는 그는 여러 가지 사업을 하고 있다. 33살 삼성전자에서 근무하였고, 축구교실을 운영하고 있으며 스포츠토토에서 5년간 근무했다. 스포츠 마케팅 분야 특강을 하는데, 아주대학교 경영대나 삼성전자 사원들, 축구부 학생들과 선수들까지 나간다. 뉴욕에서 한인 최초 프렌차이즈 라이센스를 딴 회사인의 스티븐스의 주식을 가지면서 대표이사를 8년간 맡고 있다. 뉴욕핫도그&커피는 217개의 프렌차이저 업체가 있다. 그 밖에도 한식집, 의류나 기계 쪽으로도 맡은 바 있고 최우수상을 입상하기도 했다.

## 경력 사항

#### 선수 경력
- 1979년 - 대한민국 국가대표 B팀(충무) 선발
- 1981년 - 대한민국 국가대표 A팀(화랑) 선발
- 1983년 - 대우 로얄즈 창단 멤버
- 1986년 - 월드컵 예선 국가대표 - 본선 22인 명단에는 미포함
- 1987년 - 럭키금성 황소에서 국내무대 은퇴
- 1987년 - 마쓰다 자동차 축구단 (현 산프레체 히로시마) 입단

#### 지도자 경력
- 1990년 - 이화여자대학교 축구팀 창단 감독
- 1990년 - 대한민국 여자 국가대표팀 코치
- 1991년 - 아시아 축구 연맹(AFC) 1급 지도자 자격증
- 1998년 - 인천대학교 축구팀 감독

#### 언론 경력
- 1992년 - 서울방송(SBS) 축구해설
- 1993년 - 스포츠조선 축구논설위원
- 1993년 - SBS 축구전속해설위원(특정 방송국 독점계약으로는 당시 최연소)
- 1995년 - 일본 도쿄 방송(TBS) 한국 축구 리포터
- 1996년 - 중앙일보 《강신우의 축구전망대》
- 1997년 - SBS AM 《스포츠는 즐겁다》 진행
- 2002년 - SBS 축구 해설 위원
- 2006년 10월 - MBC ESPN 축구 해설 위원
- 2008년 - OBS 《홍원기의 파워토론》 패널
- 2009년 - MBC 축구 해설 위원
- 2011년 - CBS 표준FM 《시사자키 정관용입니다》 전화 인터뷰 출연
- 2019년 2월 ~ 현재 - 스카이 스포츠 축구 해설 위원

#### 대한축구협회 경력
- 1997년 - 기술위원회 위원[2]
- 2005년 - 기술위원회 부위원장
- 2008년 - 기술국장 겸 이사

## 저서
- 강신우의 재미있는 축구이야기
- 축구와 함께 배우는 주니어 영어회화[3]